# 阿里禮薩·貝蘭萬德
阿里禮薩·貝蘭萬德（波斯語：‌ علیرضا بیرانوند，1992年9月21日—），是一名伊朗职业足球运动员，司职守門員。现時被比利時甲組聯賽A球队安特卫普外借至葡超球隊博維斯塔。他是伊朗国家足球队的队员之一，曾經代表国家队參加2018年國際足協世界盃和2019年亞足聯亞洲盃。
2017年，他获得國際足總最佳足球獎最佳守门员的提名，成为首位得到此獎个人提名的伊朗人。2014年至2019年期间，貝蘭萬德也是伊朗職業足球聯賽中的最佳守门员。他还获得了2019年伊朗足球先生。

## 早年生活
貝蘭萬德生于伊朗库尔德族游牧家庭，他從小就牧羊以养家糊口。他12岁开始接受足球训练，但基于父亲的反对而离家出走到首都德黑兰。貝蘭萬德在德黑兰加入了一个本地球队Vahdat，并先后在製衣廠和洗車店打工挣钱。